# Erlöserkirche (Langenfeld)

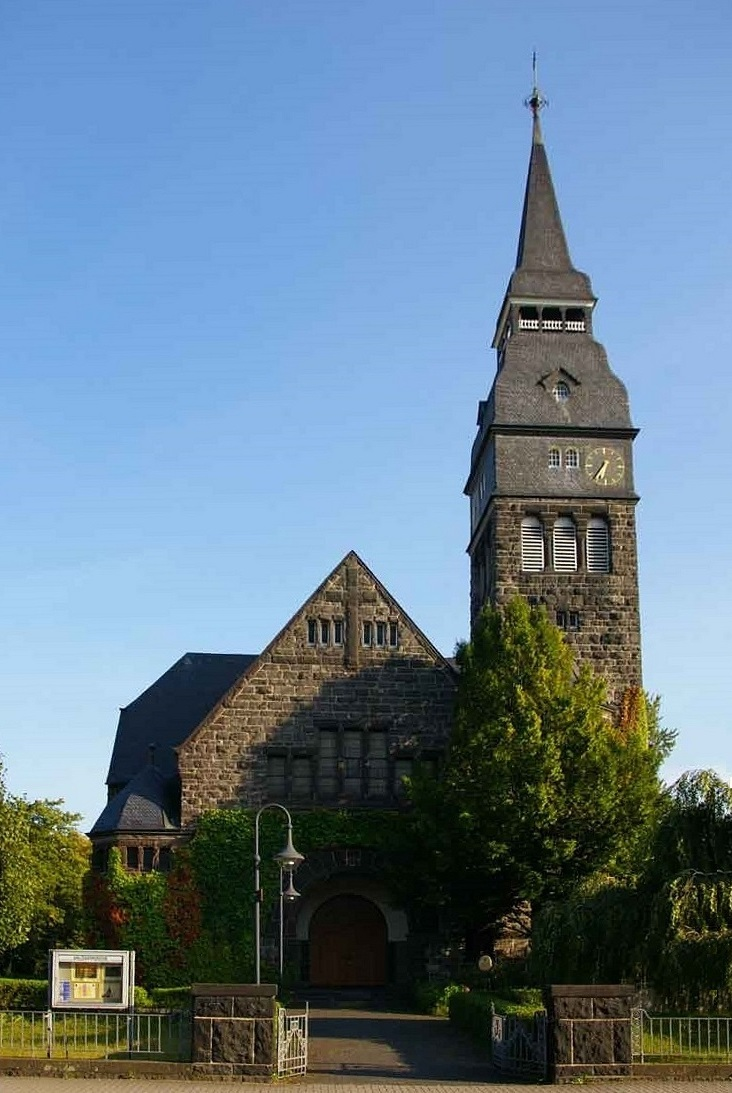
Erlöserkirche in der Hardt

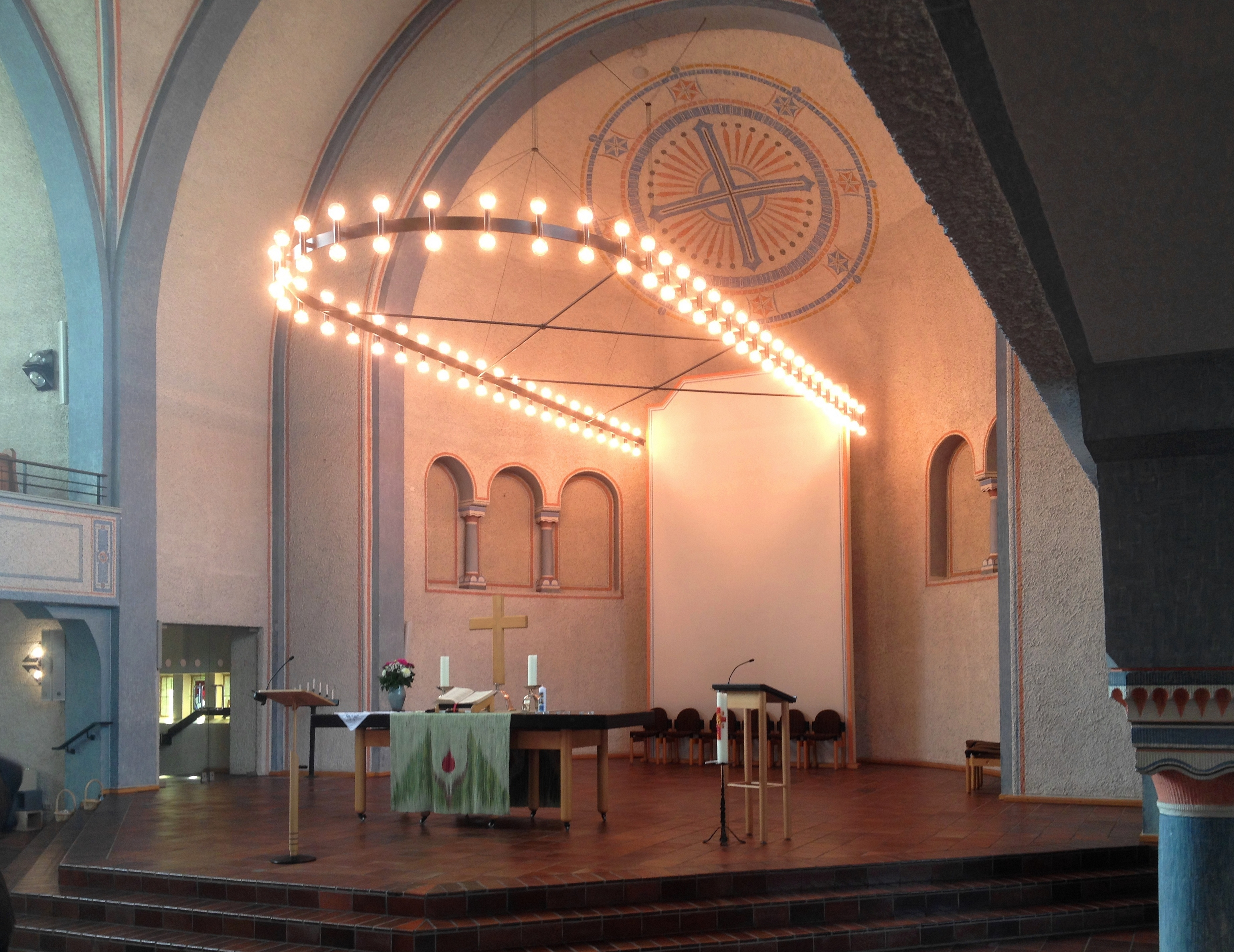
Altarbereich

Die unter Denkmalschutz stehende Erlöserkirche (ⓘ) in der Ortslage Hardt im Langenfelder Stadtteil Immigrath (Kreis Mettmann in Nordrhein-Westfalen) ist das größte evangelische Kirchengebäude in Langenfeld und eine von vier Kirchen der Evangelischen Kirchengemeinde Langenfeld, die zum Kirchenkreis Leverkusen der Evangelischen Kirche im Rheinland gehört.

## Geschichte
Durch den Zuzug von Arbeitern war die Zahl der Evangelischen in Immigrath, das zum Gebiet der Kirchengemeinde Reusrath gehörte, seit der Mitte des 19. Jahrhunderts stark gewachsen. 1877 wurde durch Pfarrer Goebel ein Bethaus errichtet, dass an der Stelle des heutigen Gemeindehauses stand. Acht Jahre später wurde mit dem Friedhofsgelände in Immigrath auch das daneben liegende Baugrundstück für die Kirche erworben. Ein Kirchbauverein nahm darauf im Jahre 1893 seine Tätigkeit auf. Nach der Satzung musste jedes Mitglied jeden Sonntag 10 Reichspfennige einzahlen. 1901 wurden bereits 2310 Gemeindemitglieder im Bezirk gezählt. Der Elberfelder Architekt Arno Eugen Fritsche legte bereits im Jahr 1902 Baupläne vor, doch erst am 28. Juni 1908 konnte der Grundstein zur Kirche gelegt werden. Dabei legte man in den Grundstein verschiedene Zeitungen, Münzen von fünf Mark an abwärts, Bilder von Kaiser Wilhelm I. und Kaiser Wilhelm II. sowie schließlich noch eine auf Pergament geschriebene Urkunde über den Bau der Kirche. In dieser Grundstein-Urkunde heißt es zum Schluss: „… möge in den kommenden Jahrhunderten eine erlösungsbedürftige Gemeinde stets finden, was sie sucht: Trost, Frieden, Licht und Kraft…“.
Die feierliche Einweihung erfolgte am 28. November 1909 unter Pfarrer Buse. Der Architekt Fritsche, der schon etliche Kirchen entworfen hatte, orientierte sich an der 1905 eingeweihten Christuskirche in Königsborn bei Unna, die Elemente der Neuromanik mit Anklängen an den Jugendstil verband. Die Kirche ist vollständig aus dunkelgrauem Naturstein erbaut; der Turm. trägt einen schiefergedeckten, geschwungenen Helm.
Seit 1975/1976 reiften Vorüberlegungen, den Innenraum der Erlöserkirche umzugestalten. Hintergrund war die theologische Erkenntnis, dass die Kirchengemeinde den Gottesdienst feiert und dieser nicht durch den Pfarrer abgehalten wird. Dieser Gedanke wurde durch den im Advent 1981 abgeschlossenen Umbau im Inneren optisch umgesetzt. Wie in vielen Kirchenbauten im Rheinland wurde bei diesem Umbau – ohne Kriegseinwirkungen, sondern auf Bestreben der Gemeinde! – ein originalgetreu erhaltener Innenraum aus der Zeit der Jahrhundertwende zerstört.